# ザ・リプレイス 大人とりかえ作戦
『ザ・リプレイス 大人とりかえ作戦』（ザ・リプレイス おとなとりかえさくせん、原題：The Replacements）は米ディズニー・チャンネルのオリジナルアニメーションである。全米では2006年9月8日から、日本では2007年1月13日から1月31日まで、ディズニー・チャンネルonモバイル にて第1話が先行配信されたあと、同年1月20日からディズニー・チャンネルにて放送。2009年からトゥーン・ディズニー（現：ディズニーXD）にて放送されていた。

## あらすじ
孤児だったトッドとライリーは、掃除中にフリームコ・コミックブックを見つける。そこに載っていた怪しげな広告を見て、1ドル98セントを送りフリームコ フォンを買う。それは、ボタンを押すとフリームコと電話ができ、困った大人を交換（リプレイス）できる。2人が、リプレイスを頼んだところスパイの母「K」と、スタントマンの父「ディック」が届けられた。トッドとライリーは、その後、リプレイスされた両親と4人で暮らしながら、周りの大人をリプレイスしていく。

## 登場人物

### 主要人物
トッド・ディアリング (Todd Daring)
声 - ナンシー・カートライト / 水田わさび
怠け者で、わがままな目的でフリームコ・フォーンを使って大人たちをリプレイスしている。
「モンキー・コップ」シリーズや「ゲームコーン」（ゲームキューブのパロディ）が大好き。ラジオDJのグーバー＆Tボーンの大ファン。
シーズン1では12歳、シーズン2では13歳・14歳。
楽をしたり不正やいたずらのため、もしくはそれで起きたトラブルをリプレイスすることでごまかそうとして、さらなるトラブルを起こすことが多い。
無理やり入団させられた合唱団で歌の才能を発揮する。学業は苦手だが、大人に解けない暗号などを瞬時に解く才能も持つ。
ライリー・ユージン・ディアリング (Riley Eugene Daring )
声 - グレイ・デライル / 浅井清己
頼りになるトッドの姉。不当で意地悪な大人をフリームコ・フォーンを使ってリプレイスしている。
真面目で学業が大好き。成績は比較的良い。またスポーツや芸術なども好む。甘いものに目がない。カントリーロックの演奏を好み、また演奏スキルも高い。レインボージャンパーという名のユニコーンのキャラクターが大好きで、ダスティン・ドリームレイク・JJベイカーの大ファン。
シーズン1では13歳、シーズン2では14歳・15歳。
凝り性な性格のため、よく周りが見えなくなり、トラブルを起こしたり巻き込まれたりする。
シーズン1では新聞部の部員。学校の人気者ジョニー・ヒッツエルに片思いし、シーズン2で付き合うことになるも、ライリーの束縛にジョニーが耐えきれず破局を迎える。
リチャード"ディック"ディアリング (Richard "Dick" Daring)
声 - ダラン・ノリス / 天田益男
トッドとライリーの養父。世界的に有名なスタントマン。服装などはエビル・ニーベルに似ている。カーが一番の親友であるが、カーには煩わしく思われている。Kより料理は上手い。
エージェントK (K Mildred Daring )
声 - キャサリン・スーシー / 五十嵐麗
トッドとライリーの養母。エマ・ピールに似ている。スーパースパイで家のさまざまな場所に武器などを隠しており、冷蔵庫のうしろには宇宙人が隠れている。料理は下手で、パンはレーザーで焼いたりする。舞台恐怖症。
マスターフォーから空手を習った過去を持つ。
カー (C.A.R.T.E.R.)
声 - デヴィッド・マッカラム / 仲野裕
イギリス訛りを話す車。掃除車になったりミサイル車になったりと便利だが、カップホルダーはついていない。

### その他の人物
シェルトン (Shelton Klutzberry)
声 - ジェフ・ベネット / 真山亜子
ハコボ (Jacobo)
声 - キャンディ・ミロ / 関山美沙紀
コンラッド・フリーム (Conrad Fleem)
声 - ジェフ・ベネット / 志村知幸
フリームコの社長。
バズ (Buzz Winters)
声 - グレイ・デライル / 梅田貴公美

## エピソード
放送日は全米になっている。
| シーズン   | エピソード数 # | 初回放送日      | 最終放送日       |
| ---------- | -------------- | --------------- | ---------------- |
| シーズン 1 | 21             | 7月28日, 2006年 | 10月29日, 2007年 |
| シーズン 2 | 31             | 3月10日, 2008年 | 3月30日,2009年   |

### サブタイトル
シーズン1
1. 01　コーチはメジャーリーガー / ジャーキー売り込み作戦
2. 02　ロボット警備員 / ロックな図書館
3. 03　真実はイタい！ / 完ペキで安全なスタント
4. 04　ライリーはシンデレラ / 街中スケートボード
5. 05　恐怖のベビーシッター / 史上最高の誕生パーティー
6. 06　モンスターにご用心（※ハロイウィンエピソード）
7. 07　デイズ・オブ・パパ / どっちがチアリーダー？
8. 08　名馬サンダーボルト / カーニバルがやって来た！
9. 09　空手はガマンが第一 / 動物が自由になる時
10. 10　メタペタトゥマ王の秘宝 / バイオリンで乗りまくれ！
11. 11　エージェントKの弱点？ / 告白カードを取り返せ！
12. 12　ステキなプール監視員 / トッドは天才学者
13. 13　ドイツ語のスペシャリスト / ティーンの憧れ、ライリー
14. 14　仲良しの大ゲンカ / 教えて！選挙必勝法
15. 15　いい男の条件／ママの休暇
16. 16　シェルトンに彼女を／南の島から来た校長
17. 17　人気グループは楽じゃない！／記念ボールは誰のもの？
18. 18　ライリーのミステリー・ディナー・パーティー／コンラッド・フリームの休暇
19. 19　初デートにおせっかい／わがまま姫をやっつけろ！
20. 20　インターネットは止まらない！／ディックのダイエット大作
21. 21　スパイへの道はきびしい！

シーズン2
1. 22　私の仕事を教えて！
2. 23　伝説のキャンプリーダー
3. 24　憧れの芸能界で働こう！
4. 25　宇宙なんか怖くない
5. 26　恐怖と裏切りの夜
6. 27　背のびはしてみたけど…
7. 28　家族みんなでサバイバル！
8. 29　もしもリプレイスされたら？
9. 30　仮面の下の過去
10. 31　リプレイスで金儲け！？
11. 32　ありのままが一番 / 僕のプライバシー
12. 33　ディック・デアリングのオールスター・ホリデー・スタント・スペシャル５
13. 34　シーサイドで世界を揺るがせ！？
14. 35　デアリング家ハリウッド進出！
15. 36　美人コンテスト優勝より大切なもの / 年下のてごわい子
16. 37　カナダはどこにあるの？
17. 38　人気者ライバルはパパ！？
18. 39　謎解きは数学より簡単！？
19. 40　クレジット・カードは魔法のカード？
20. 41　オレンジじかけのバズ

1. 42　昇進にはヒゲが一番！
2. 43　女の戦いは男の休日
3. 44　そっくりさんはこまったさん／シナモン・ブーツ、怒りの暴走
4. 45　大嫌いは大好きってこと？
5. 46　天才は忘れた頃にやってくる
6. 47　スター・ジャーニーに出たシェルトン／ライリーの個人授業
7. 48　真実はファンタジー小説より奇なり
8. 49　本当はウソでウソは本当
9. 50　幽霊になったトッド
10. 51　自分をリプレイスするなら・・・
11. 52　僕らのリプレイスは永遠に

## 主題歌
作詞・作曲 - ダリアン・サハナジャ / 日本語版歌唱 - 大嶋吾郎

## スタッフ
- 製作総指揮 - ジャック・トーマス
- ストーリー・エディター - スコット・ピーターソン
- ダイアログ・ディレクター：チャーリー・アドラー、ジャック・トーマス
- アニメーション制作：トゥーン・シティー・アニメーションズ
- 企画・製作 - ウォルト・ディズニー・テレビジョン・アニメーション
- 配給 - ブエナビスタ・インターナショナル・テレビジョン
- 日本語版演出 - 向山宏志
- 録音制作 - HALF H・P STUDIO

## おもなゲスト有名人
- ザック・エフロン
- ジョシュ・デュアメル（本人役）
- ボニー・ライト
- マイリー・サイラス

## 外部サイト
- ザ・リプレイス 大人とりかえ作戦 - 米ディズニー・チャンネルのサイト[リンク切れ]
- フリームコ - 米ディズニー・チャンネルのサイト[リンク切れ]